# Chapelle de l'Annonciation de Żurrieq
La chapelle de l'Annonciation est une chapelle catholique située dans la ville de Żurrieq à Malte.

## Historique
La construction de cette chapelle, dans le pur style maltais médiéval, débute vers 1480, sur les ruines d'une précédent chapelle du XIIIe siècle.

## Intérieur
Des peintures et des fresques, notamment des représentations de saints, ornent l'intérieur de l'édifice.